# Nellie Tayloe Ross

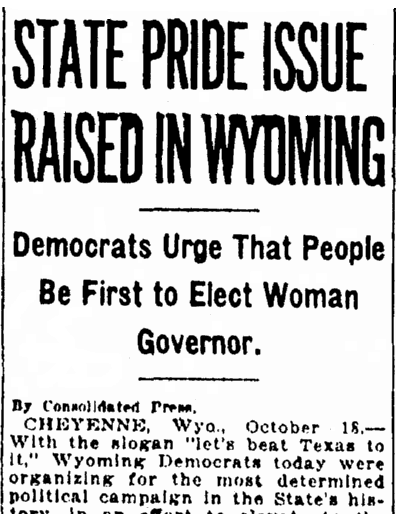
De mogelijkheid de eerste vrouwelijke gouverneur in Wyoming te verkiezen speelde een rol in de campagne van de Democraten in oktober 1924

Nellie Davis Tayloe Ross (St. Joseph, 29 november 1876 - Washington D.C., 19 december 1977) was een Amerikaans politicus van de Democratische Partij. Tayloe Ross was van 1925 tot 1927 de 14e gouverneur van Wyoming en van 1933 tot 1953 directeur van de United States Mint.

## Levensloop
Nellie Tayloe huwde William Bradford Ross op 11 september 1902. Ze hadden elkaar leren kennen in Tennessee in 1900. William Ross won als Democratisch politicus de gouverneursverkiezingen van 1922 in Wyoming en werd begin 1923 de 12e gouverneur van de staat. Hij overleed evenwel op 2 oktober 1924. Hij werd voor de laatste maanden van zijn termijn opgevolgd door de Republikein Frank Lucas maar de Democratische Partij trok in oktober 1924 met de gouverneursweduwe Nellie Tayloe Ross naar de verkiezingen van 3 november 1924. Lucas kwam niet op, de Republikeinen schoven Sullivan naar voren. Tayloe Ross behaalde 55,12% van de stemmen, Sullivan 44,88%. Op 5 januari 1925 werd Nellie Tayloe Ross de 14e gouverneur. Ze was de allereerste vrouw in de Verenigde Staten die gouverneur van een staat werd, en is tot heden de enige vrouwelijke gouverneur geweest die Wyoming ooit gehad heeft. Ze verdedigde krachtig de drooglegging. In november 1926 verloor ze een mogelijke herverkiezing en ging de gouverneurszetel terug naar een Republikein, Frank Emerson. Tayloe Ross bleef evenwel politiek actief binnen de Democratische Partij en engageerde zich onder meer sterk in de presidentiële verkiezingscampagne van Franklin D. Roosevelt.
Op 3 mei 1933 werd Tayloe Ross benoemd tot de nieuwe directeur van de United States Mint door president Franklin D. Roosevelt. Ze werd de eerste vrouwelijke directeur van de Munt, en bleef twintig jaar in functie, tot april 1953, wat langer is dan elk van haar voorgangers of opvolgers. Dit laatste was uiteraard deels ook gekoppeld aan de lange periode dat de Verenigde Staten onafgebroken een Democratische president had. Ze stierf in 1977 op 101-jarige leeftijd.
- Bibliothèque nationale de France: cb18068275w (data)
- Gemeinsame Normdatei: 1185451595
- International Standard Name Identifier: 0000 0000 3514 8727
- Library of Congress Control Number: n95019375
- National Archives and Records Administration: 10574341
- Nationale Bibliotheek van Israël: 987007445190205171
- SNAC: w6mh8czq
- Virtual International Authority File: 21382908
- WorldCat: E39PBJbRdmGhp6vBQcFbBbYMfq